# ガーディアンズ・オブ・ザ・ユニバース
ガーディアンズ・オブ・ザ・ユニバース(Guardians of the Universe)は、DCコミックスの出版するアメリカン・コミックス作品『グリーンランタン』などに登場する架空の組織。

## 概要
遠い昔、はるか彼方の宇宙の中心「惑星オア」が発祥の地。「超科学」を持つその星の住人たちがある実験に失敗した事で、次元を揺るがし「悪」をこの世界に誕生させるきっかけとなる。「惑星オア」はそれを取り締まるため、ガーディアンズ・オブ・ザ・ユニバースを設立する。彼らの目的は、「悪」を取り締まるだけでなく、混沌の原因となる「魔法」の封印も行う。
ここでは、ガーディアンズ・オブ・ザ・ユニバースに属さずランタンの力を使用する存在についても記述する（それらの間での移動が多いため）。

## ガーディアンズとオア人
「惑星オア」の住人。青い肌と白い髪で子供のような体格という容姿をしている。体格は小柄ながら「超科学」を持つ。
「惑星オア」の住人全てがガーディアンズというわけではないが、オア人（オア星人）もここでまとめて記述する。
ガンセット
ガーディアン。ブルーランタン隊の一員。
セイド
ガーディアン。ブルーランタン隊の一員。
ザマロン
ガーディアン。ブルーランタン隊の一員。
スカー
顔に傷があるガーディアン。「黒の書」の番人。ブラックランタン隊の上位。
クロナ
宇宙の創造の秘密を探ろうとしたオア人。それがこの世界に「悪」を誕生させることになる。

### 色と力
ランタンの色はそれぞれ力に対応している。
- 紫：愛
- 赤：憤怒
- 橙：貪欲
- 黄：恐怖
- 緑：意志
- 青：希望
- 藍：慈愛・同情
- 黒：死

### セクター
宇宙を3600に分割した警備範囲の名称。
セクター0
「惑星オア」のある区域。
セクター73
クソス・クサス・クサティスが担当している。
セクター112
ライラ・オモトが担当していた。
セクター188
ドゥクルツィ・ルルゥが担当している。
セクター666
マンハンターズが大量虐殺をした区域。アトロシタスの出身場所。
セクター674
キロウォグが担当していた。
セクター1417
ソラニク・ナトゥとイオランデが担当する。前任者はシネストロ。
セクター1418
サラークが担当していた。
セクター2226
モゴとブズズゥが担当していた。
セクター2814
地球を含む区域。ハル・ジョーダンやジョン・スチュワートが担当する。
セクター2828
グリーンマンが担当している。
セクター3601
担当区域外。マンハンターズを追放した区域。

## グリーンランタン隊
トマー・レ
「クライシス・オン・インフィニットアースズ」で死亡。その後、ブラックランタン隊の1人として復活する。
トマー・トゥ
トマー・レの息子。
モゴ
セクター2226を担当する惑星ランタン。
ブズズゥ
セクター2226を担当するモゴのパートナー。死後、ブラックランタン隊の1人として復活する。
ソラニク・ナトゥ
セクター1417を担当する天才外科医。初めはグリーンランタンとなるのを拒んでいた。シネストロの娘。
イオランデ
セクター1417を担当するソラニク・ナトゥのパートナー。
グリーンマン
セクター2828を担当するランタン。
クソス・クサス・クサティス
セクター73を担当するランタン。
ドゥクルツィ・ルルゥ
セクター188を担当するランタン。
キロウォグ
鬼教官。セクター674を担当していた。
キハーン
副教官。
ヤラン・グル
過去にセクター2814を担当していたランタン。
アビン・サー
セクター2814を担当していたランタン。ハル・ジョーダンの前任者で、シネストロのかつての親友。

## レッドランタン隊
「憤怒」をつかさどるレッドランタンの守護者。
アトロシタス
マンハンターによってセクター666にある故郷を滅ぼされた過去を持つ。
ブリーズ
元グリーンランタン隊メンバー。
ライラ・オモト
元グリーンランタン隊メンバー。セクター112を担当していた
ハル・ジョーダン
元グリーンランタン隊メンバー。
ガイ・ガードナー
元グリーンランタン隊メンバー。
ヴァイス
レッドランタン隊の一員。
ヴェノン
レッドランタン隊の一員。
デク・スター
レッドランタン隊の一員。
スカロックス
レッドランタン隊の一員。

## ブルーランタン隊
「希望」をつかさどるブルーランタンの守護者。
ガンセット
ガーディアンの1人。「エメラルド・トワイライト」事件で唯一生き残り、カイル・ライナーにグリーンランタンとしての力を与える。
セイド
ガーディアンの1人。
シスター・サーシィ
ブルーランタン隊の一員。

## エージェント・オレンジ
「貪欲」をつかさどるオレンジランタンの守護者。1人しかいないため、隊とは表現されない。ベガ星系を活動区域としている。
エージェント・オレンジ
本名：ラーフリーズ
元宇宙海賊。1人しかいない理由は、エージェント・オレンジ（ラーフリーズ）がオレンジランタンを全て独占しているため。

## インディゴ・トライブ（インディゴ族）
「協調」をつかさどり、全ての色のランタンを使いこなす。
インディゴ１
インディゴ・トライブのリーダー。
2代目アトム
本名：レイモンド（レイ）・パルマー
一時的に加入。

## スターサファイアズ
「愛」をつかさどる守護者。
ザマロン
ガーディアンの1人。
スターサファイア
本名：キャロル・フェリス
スターサファイアズのリーダー。
クイーン・アガポ
スターサファイアズの一員。

## ブラックランタン隊
スカーが影で率いた死者の軍団。死者で構成されているため、ヒーローやヴィランだけでなく、一般人だった人物も含まれている。
マーシャン・マンハンター
元ヒーロー。
マックスウェル・ロード
元ヴィラン。
トマー・レ
元グリーンランタン隊メンバー。
ブズズゥ
元グリーンランタン隊メンバー。
エロンゲイテッドマン
元ヒーロー。
スー・ディブニー
元ヒーロー。
ホークマン
元ヒーロー。
ホークガール
元ヒーロー。
キャプテン・ブーメラン
元ヴィラン。
ジョナサン・ケント
スーパーマン（クラーク・ケント）の育ての親。
ロイス・レーン
スーパーマン（クラーク・ケント）の恋人。

## シネストロ・コァ
イエローリングの持ち主で構成されるヴィランチーム。
シネストロ
元グリーンランタン隊メンバー。元は、「惑星コルガー」出身でその「惑星コルガー」を含むセクター1417を担当していた。
慢心（もしくはガーディアンズ・オブ・ザ・ユニバースに理解できない思想）によりグリーンランタンを追放される。反物質世界の「惑星クワード」でイエローリングを作りあげる。
アビン・サーとは親友であり妻（アリン・サー）の親族、ハル・ジョーダンとはライバルではあるが師弟であり親友、ソラニク・ナトゥは実の娘であるなど、『グリーンランタン』を代表するヴィランながらヒーローと人間関係が深く、単純に「悪」とも呼べない存在でもある。
アモン・サー
アビン・サーの息子。父親のリングを受け継いだハル・ジョーダンを恨む。
ヴィランチーム「ブラックサークルシンジケート」の一員として暗躍後、メンバーを大量虐殺して脱退し、シネストロ・コァの一員となる。
カル・シルー
シネストロ・コァの一員。
アルキロ
シネストロ・コァの一員。
サイボーグスーパーマン
初出：Adventures of Superman #466(1990年)
シネストロ・コァの一員。詳しくはサイボーグスーパーマンを参照。
リッサ・ドラック
シネストロ・コァの一員。
クライブ
シネストロ・コァの一員。
ベドーヴィアン
シネストロ・コァの一員。
ディスポテリス
シネストロ・コァの一員。
テキック
シネストロ・コァの一員。
モングル
シネストロ・コァの一員。モングル（ウォーワールドの王）の息子。
スラッシュ
シネストロ・コァの一員。
エンカフォス
シネストロ・コァの一員。
トライ・アイ
シネストロ・コァの一員。

## アルファランタン隊
サイボーグ化されたグリーンランタンの部隊。他のランタン隊を取り締まるためのものだが、洗脳・肉体改造などガーディアンズ・オブ・ザ・ユニバースの影の部分の象徴ともとれる。